# Pirata piratellus
Pirata piratellus este o specie de păianjeni din genul Pirata, familia Lycosidae. A fost descrisă pentru prima dată de Strand, 1907. Conform Catalogue of Life specia Pirata piratellus nu are subspecii cunoscute.